# Рогач Олександр Янович
| Народився  | 17 серпня 1977, м. Ужгород            |
| ---------- | ------------------------------------- |
| Країна     | Україна                               |
| Діяльність | Юрист                                 |
| Alma mater | Ужгородський національний університет |
| Заклад     | Ужгородський національний університет |
| Звання     | професор                              |
| Ступінь    | доктор юридичних наук                 |

Рогач Олександр Янович

Рогач Олександр Янович – український вчений в галузі права, доктор юридичних наук, професор, проректор ДВНЗ «Ужгородський національний університет».

## Життєпис
Олександр Рогач народився 17 серпня 1977 року в місті Ужгород Закарпатської області.
- У 1999 році, з відзнакою, закінчив юридичний факультет Ужгородського державного університету.

- З 1999 до 2001 року — викладач кафедри цивільного права державного вищого навчального закладу «Ужгородський національний університет».

- З 2000 до 2003 року навчався в аспірантурі Ужгородського національного університету (спеціальність «Правознавство»).

- У 2003 році захистив кандидатську дисертацію на тему: «Кодифікаційні акти в системі законодавства України».

- У 2005 році –  присвоєно вчене звання доцента.

- З 2003 до 2012 року –  доцент кафедри конституційного права та порівняльного правознавства ДВНЗ «Ужгородський національний університет».

- У 2011 році захистив докторську дисертацію на тему: «Зловживання правом: теоретико-правове дослідження».

- З 2012 до 2013 року — професор кафедри конституційного права та порівняльного правознавства ДВНЗ «Ужгородський національний університет».

- З 2013 до 2015 року — завідувач кафедри міжнародного приватного права, правосуддя та адвокатури ДВНЗ «Ужгородський національний університет».

- З 2014 р. — проректор з науково-педагогічної роботи ДВНЗ «Ужгородський національний університет».

- У 2015 році присвоєно вчене звання професора.

### Наукова діяльність
Коло наукових зацікавлень: актуальні проблеми цивільного права та процесу; проблеми теорії держави і права, адміністративного права та процесу, конституційного та муніципального права; застосування практики Європейського суду з прав людини.
У доробку вченого — понад 100 наукових праць, серед яких — 10 монографій.
Під його науковим керівництвом захищено 5 кандидатських дисертацій.

### Громадська діяльність
Олександр Рогач є членом секції «Право» Наукової ради Міністерства освіти і науки України, членом науково-консультативної ради при Верховному Суді.
Є членом редакційної колегії фахового наукового журналу «Visegrad Journal on Human Rights», відповідальним секретарем наукових фахових журналів: Науковий вісник Ужгородського національного університету (Серія «Право»), Електронне наукове фахове видання «Порівняльно-аналітичне право», «Конституційно-правові академічні студії».
Олександр Рогач — член спеціалізованої вченої ради Ужгородського національного університету та Відкритого міжнародного університету розвитку людини «Україна».

## Відзнаки
Подяка Міністерства освіти і науки України (2018).
Подяка Верховного Суду  України члену Науково-консультативної ради при Верховному Суді з нагоди дня Конституції України — за вагомий внесок у забезпечення діяльності Верховного Суду (2020).

## Праці

### Монографії
1.    Рогач О. Я. Кодифікаційні акти в системі законодавства України: монографія / О. Я. Рогач, Ю. М. Бисага. — Ужгород: Ліра, 2005. — 124 с. — («Держава і право на зламі тисячоліть: світовий досвід і Україна»). — Бібліогр.: с. 114—123 (176 назв).
2.    Рогач О. Я. Зловживання правом: теоретико-правове дослідження: монографія. — Ужгород: Ліра, 2011. — 368 с.
URL: https://dspace.uzhnu.edu.ua/jspui/handle/lib/208
3.    Публічне урядування, права людини і демократія: регіональний зріз євроінтеграції: монографія / [М. В. Савчин, О. Я. Рогач, Н. В. Шелевер та ін.] ; за заг. ред. М. В. Савчина. — Ужгород: Вид-во УжНУ «Говерла», 2015. — 320 с.
URL: https://dspace.uzhnu.edu.ua/jspui/handle/lib/6138
4.    Упровадження децентралізації публічної влади в Україні: національний і міжнародний аспекти: монографія / Я. В. Лазур, М. В. Менджул, О. Я. Рогач та ін. ; за заг. ред. М. В. Савчина. — Ужгород: TIMPANI, 2015. — 216 с. URL: https://dspace.uzhnu.edu.ua/jspui/handle/lib/6146
5.    Конституційний та міжнародний правовий механізм передачі частини суверенних повноважень держави наднаціональним інститутам: монографія / А. В. Андрушко, О. О. Грін, В. Б. Дацюк, Г. Г. Динис, Т. О. Карабін, Ю. А. Крук, Я. В. Лазур, М. В. Менджул, Р. П. Натуркач, О. Я. Рогач, М. В. Савчин, П. А. Трачук ; за заг. ред. д-ра юрид. наук, проф. М. В. Савчина. — Ужгород: ТОВ «РІК-У», 2016. — 288 с. URL: https://dspace.uzhnu.edu.ua/jspui/handle/lib/12907
6.    Механізм забезпечення прав внутрішньо переміщених осіб: національний та міжнародний аспекти: монографія / [С. Б. Булеца, Я. В. Лазур, Рогач О. Я. та ін.] ; за заг. ред. д-ра юрид. наук, проф. О. Я. Рогача ; д-ра юрид. наук, проф. М. В. Савчина ; канд. юрид. наук, доц. М. В. Менджул. — Ужгород: РІК-У, 2017. — 348 с. URL: https://dspace.uzhnu.edu.ua/jspui/handle/lib/17480
7.    Development and modernization of the legal systems of Eastern Europe: experience of Poland and prospects of Ukraine: Collective monograph. Vol. 1. Lublin: Izdevnieciba «Baltija Publishing», 2017. — 368 p. URL: https://dspace.uzhnu.edu.ua/jspui/handle/lib/17746
8.    Захист прав внутрішньо переміщених осіб: монографія / за заг. ред. д-ра юрид. наук, проф. О. Я. Рогача ; д-ра юрид. наук, проф. М. В. Савчина ; канд. юрид. наук, доц. М. В. Менджул. — Ужгород: РІК-У, 2018. — 268 с. URL: https://dspace.uzhnu.edu.ua/jspui/handle/lib/20155

### Підручники та навчальні посібники
1.    Бисага Ю. М. Муніципальне право України: навч. посіб. / Ю. М. Бисага, О. Я. Рогач, А. В. Бачинська. — Ужгород: Ліра, 2004. — 208 с.
2.    Коментар до Закону України «Про вибори Президента України» / Різак І. М., Бисага Ю. М., Палінчак М. М., Рогач О. Я., Бєлов Д. М. : посібник. — Ужгород, 2004. — 215 с. URL: https://dspace.uzhnu.edu.ua/jspui/handle/lib/5098
3.    Муніципальне право України: навч. посіб. / Ю. М. Бисага, О. Я. Рогач, А. В. Бачинська. — 2-е вид., перероб. і допов. — Ужгород: Ліра, 2008. — 440 с.
4.    Цивільне право: особлива частина: підручник / В. Г. Фазикош, С. Б. Булеца, В. В. Заборовський, О. Я. Рогач та ін. / за ред. В. Г. Фазикоша, С. Б. Булеци. — Київ: Знання, 2013. — 751 с. — (Вища освіта XXI століття). URL: https://dspace.uzhnu.edu.ua/jspui/handle/lib/23800
5.   Права внутрішньо переміщених осіб: навч. посіб. / [С. Б. Булеца, В. Б. Дацюк, О. Я. Рогач та ін.]; за заг. ред. д-ра юрид. наук, проф. О. Я. Рогача ; д-ра юрид. наук, проф. М. В. Савчина. — Ужгород: РІК-У, 2017. — 436 с. URL: https://dspace.uzhnu.edu.ua/jspui/handle/lib/18236
6.    Адміністративне право України. Повний курс: підручник / Галунько В., Діхтієвський П., Кузьменко О., Рогач О. та ін. Херсон: ОЛДІ-ПЛЮС, 2018. — 446 с.
URL: https://dspace.uzhnu.edu.ua/jspui/handle/lib/19688